# Apopo

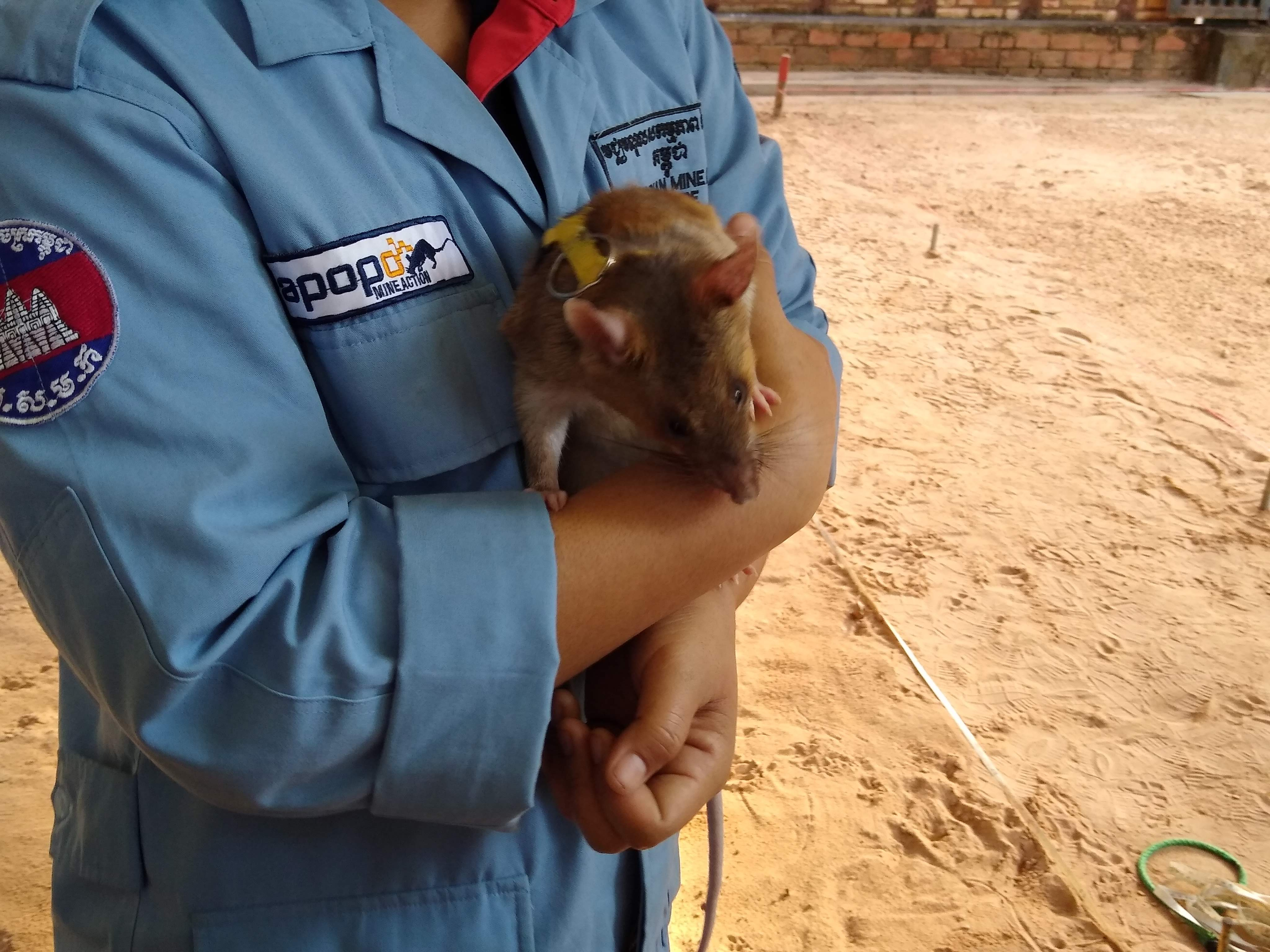
En av APOPO:s "HeroRATs" i Kambodja

Apopo, akronym för nederländskanska Anti-Persoonsmijnen Ontmijnende Product Ontwikkeling, ungefär Landminedetektieringsproduktutveckling är en registrerad belgisk icke-statlig organisation och amerikansk ideell organisation. Den tränar jättepåsråttor och tjänstehundar för att upptäcka landminor och tuberkulos. De kallar sina tränade djur "HeroRATs" respektive "HeroDOGs".

## Historia
Apopo grundades som en forsknings- och utvecklingsorganisation i Belgien på 1990-talet och arbetade med stöd av forsknings- och statliga anslag med att undersöka om råttor kunde användas för att hitta landminor. Bart Weetjens, en av grundarna, läste  en artikel om att ökenråttor användes för att finna föremål med lukt. Han tänkte att råttor, med sitt starka luktsinne och förmåga att tränas, kunde ge ett billigare och snabbare sätt att upptäcka landminor än hundar. Weetjens tidigare universitetslektor Mic Billet, grundaren av Institutet för produktutveckling vid Antwerpens universitet, stödde till fullo idén och gjorde resurser tillgängliga för vidare utredning och marknadsföring av det nya initiativet, med fokus på konfliktområden i Afrika. Efter att ha rådgjort med professor Ron Verhagen, gnagarexpert vid institutionen för evolutionsbiologi vid universitetet i Antwerpen, fastställdes att den gambianska jättepåsråttan var den bästa kandidaten på grund av sin långa livslängd och afrikanska ursprung. Apopo-projektet lanserades den 1 november 1997 av Bart Weetjens och hans tidigare skolkamrat Christophe Cox. Både Weetjens och Cox hade tidigare samarbetat i en ideell organisation som hade letts av Mic Billet, och tillsammans började de bygga en uppfödningsanläggning som tränade jättepåsråttor.
Det första ekonomiska stödet kom 1997 från den belgiska regeringens utländska biståndsfonder.  År 2000 flyttade det sin utbildning och sitt högkvarter till det tanzanesiska jotdbruksuniversitet Sokoine, SUA, och de inledde samarbete med Tanzanias försvar.

## Användning
Råttor med ackreditering har använts sedan 2004 för att röja landminor i framförallt Afrika, bland annat är Mocambique förklarat färdigröjt, men regeringen håller ett antal råttor ifall ännu okända fynd uppkommer.
Hösten 2015 ackrediterades 14 råttor att röja minor i Kambodja, och två hanterare utbildades i tanzania. Det första området förklarades röjt sommaren 2016.
Det har också genomförts försök att använda råttor i stor skala för att påvisa lungtuberkolos hos människor och mänskliga poulationer.
Det har noterats att råttor inte kan söka på ett tillförlitligt sätt i områden med tjock vegetation och att de söker mer oberäkneligt än människor, vilket ger en lägre grad av säkerhet att marken är minfri. Dessutom kan de bara arbeta under korta perioder i värmen, vilket begränsar deras effektivitet. De har därför ifrågasatts som mer en mediaprodukt än verkligt effektiv.

## Käll
1. 1 2 3 4 5  APOPO - History Arkiverad January 3, 2010
2. ↑  ”Rats sniff out landmines in Mozambique” (på amerikansk engelska). Africa Geographic. 17 september 2015. https://africageographic.com/stories/rats-sniff-13274-landmines-mozambique/. Läst 10 november 2024.
3. ↑  ”CMAC website”. http://cmac.gov.kh/. Läst 24 augusti 2016.
4. ↑  Hong Raksmey. ”“HeroRATs” play vital role in demining Cambodia” (på amerikansk engelska). asianews.network. https://asianews.network/herorats-play-vital-role-in-demining-cambodia/. Läst 10 november 2024.
5. ↑  ”Tanzania Deploys ‘HeroRats’ To Improve Tuberculosis Diagnosis - Health Policy Watch” (på amerikansk engelska). 6 januari 2023. https://healthpolicy-watch.news/tanzania-deploys-herorats-to-improve-tuberculosis-diagnosis/. Läst 10 november 2024.
6. ↑  Vince Beiser (1 mars 2010). ”Desperately Seeking Landmines” (på amerikansk engelska). Pacific Standard. https://psmag.com/social-justice/desperately-seeking-landmines-8583/. Läst 10 november 2024.